# Exobasidium nilagiricum
Exobasidium nilagiricum ist eine Pilzart der Familie der Nacktbasidienverwandten (Exobasidiaceae) aus der Ordnung Ustilaginomycotina. Sie ist ein Endoparasit von Gordonia obtusa. Symptome des Befalls durch den Pilz sind hypertrophe, amphigene Flecken auf den Blättern der Wirtspflanze. Das Verbreitungsgebiet der Art liegt in Indien.

## Merkmale

### Makroskopische Merkmale
Exobasidium nilagiricum ist mit bloßem Auge nicht zu erkennen. Symptome des Befalls sind hypertrophische, amphigene Flecken von 10 bis 15 mm Durchmesser auf den Blattoberseiten der Wirtspflanze.

### Mikroskopische Merkmale
Das Myzel von Exobasidium nilagiricum wächst wie bei allen Nacktbasidien interzellulär und bildet Saugfäden, die in das Speichergewebe des Wirtes wachsen. Der Pilz besitzt eine monomitische Hyphenstruktur aus rein generativen Hyphen ohne Schnallen. Die zweisporigen, 32–80 × 4–8 µm großen Basidien sind zylindrisch bis keulenförmig und an der Basis einfach septiert. Sie wachsen direkt aus der Wirtsepidermis. Die Sporen sind hyalin, zylindrisch bis eiförmig, dünnwandig und 12–24 × 4–6 µm groß. Reif haben sie bis zu vier Septen.

## Verbreitung
Das bekannte Verbreitungsgebiet von Exobasidum nilagiricum liegt im südlichen Indien.

## Ökologie
Die Wirtspflanze von Exobasidium nilagiricum ist Gordonia obtusa. Der Pilz ernährt sich von den im Speichergewebe der Pflanzen vorhandenen Nährstoffen, seine Basidien brechen später durch die Blattoberfläche und setzen Sporen frei. Diese keimen, nachdem sie auf geeignetes Substrat gefallen sind, zu Keimschläuchen, aus denen sich dann neues Myzel entwickelt.